# Uladzislaŭ Žuk
Uladzislaŭ Sjarheevič Žuk (in bielorusso Уладзіслаў Сяргеевіч Жук?; Stoŭbcy, 11 giugno 1994) è un calciatore bielorusso, difensore dell'ML Vicebsk.

## Carriera

### Club
Ha giocato nella prima divisione bielorussa.

### Nazionale
Ha giocato nella nazionale bielorussa Under-21.